# Cyanocompsa
Cyanocompsa är ett fågelsläkte i familjen kardinaler inom ordningen tättingar. Numera omfattar det vanligen en enda art, koboltkardinalen (Cyanocompsa parellina) med utbredning i Centralamerika från Mexiko till Nicaragua. Tidigare inkluderades även ytterligare tre arter: blåsvart kardinal, amazonkardinal och ultramarinkardinal, och vissa gör det fortfarande. Dessa förs dock oftast numera istället till släktet Cyanoloxia.